# ギュンター・ベックシュタイン

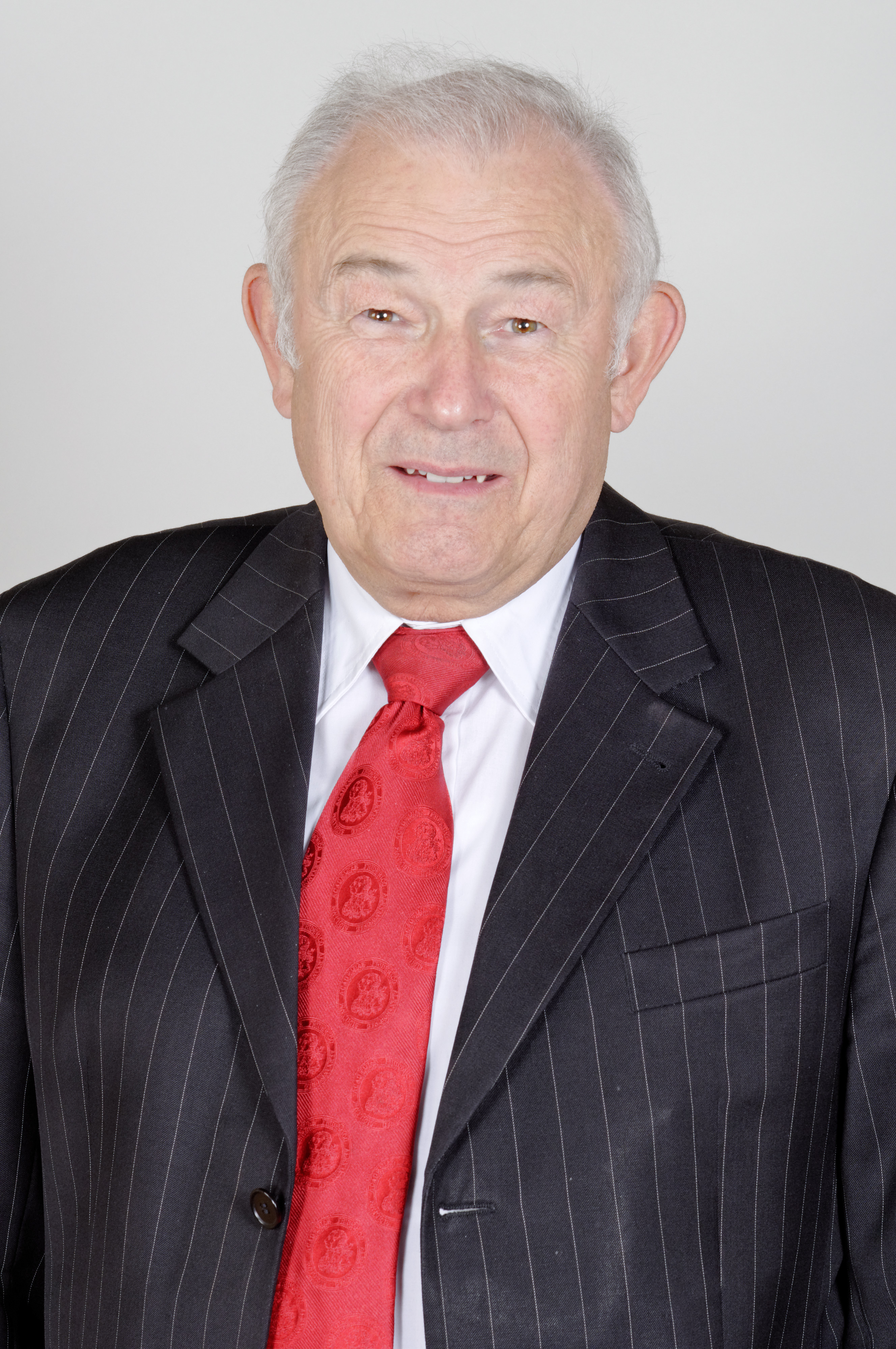
ギュンター・ベックシュタイン（2012）

ギュンター・ベックシュタイン（Günther Beckstein、1943年11月23日 - ）は、ドイツの政治家。所属政党はキリスト教社会同盟 (CSU)。2007年10月から2008年10月までバイエルン州首相を務めた。

## 経歴
バイエルン州ヘルスブルック生まれ。ニュルンベルクのギムナジウムを卒業し、エアランゲン＝ニュルンベルク大学、ついでミュンヘン大学で法学を学ぶ。在学中に CSU の青年団組織ユンゲ・ウニオン (Junge Union, JU) に加入。1971年に法律事務所を開業。1973年に結婚し三児をもうける。同年 JU のニュルンベルク・フュルト地区代表に就任（ - 1978年）。1974年、バイエルン州議会選挙に CSU から出馬し初当選。以後30年以上にわたってその議席を維持し続けている。1975年、刑法に関する論文でエアランゲン＝ニュルンベルク大学より法学博士号を授与される。1978年にCSUのニュルンベルク・フュルト・シュヴァーバッハ地区副代表に就任（ - 1988年）。1980年、CSU 州警察委員会委員長（ - 1992年）。1987年、ニュルンベルク市長選挙に出馬するが、ドイツ社会民主党 (SPD) の候補に敗れる。
1988年、CSU 州議会議員団副団長、同年バイエルン州内務省政務次官に就任。1993年6月17日、バイエルン州首相に就任したエドムント・シュトイバーによりバイエルン州内務大臣に任命される。こののち14年にわたるシュトイバー内閣で一貫して内相を務める。2001年からバイエルン州副首相を兼任。2005年9月のドイツ連邦議会選挙の結果発足するアンゲラ・メルケル内閣にシュトイバーが入閣する予定だったため、その後継の州首相としてベックシュタインと州首相府長官のエルヴィン・フーバーが浮上し、両者の間でCSU幹事会による決選投票が行われるはずだったが、シュトイバーがメルケル内閣への入閣を急に辞退したため、この話は立ち消えになった。
CSU 党内のシュトイバーへの不満が高まると、シュトイバーは2007年1月に州首相と CSU 党首の職を辞任すると表明。CSU 州議会幹事会は6月にベックシュタインを後継州首相候補に決定、10月9日に州議会での投票で正式に選出された。一方 CSU 党首の座はフーバーのものとなった。州首相に就任したベックシュタインの最初の外遊先は、地元バイエルン出身のローマ教皇ベネディクト16世のいるローマ教皇庁であった。なおベックシュタイン自身はバイエルン福音ルター派教会に属するルター派プロテスタントである。
就任から1年後、2008年9月28日のバイエルン州議会選挙で CSU が単独過半数を割り込む大敗を喫した責任をとり、州首相を辞任した。2013年のバイエルン州議会選挙に出馬せず、政界を引退した。

## 政策・主張
ベックシュタインは14年にわたりバイエルン州内相を務めた。本来は一地方政治家であるが、その名はドイツ全体に比較的よく知られている。それは SPD と同盟90/緑の党の連立政権だった連邦政府の施策に真っ向から反対する、耳目をそばだてる主張を彼がしていたからに他ならない。内相として治安維持と在留外国人の管理を管掌していたが、彼の反対者にとってそれは監視社会と外国人敵視政策と映るものである。一方彼の支持者は、彼が内相だったおかげでバイエルンの治安は良くなったと主張している。
ベックシュタインは、世界的な「対テロ戦争」の世相の中で、移民の受け入れ条件を厳しく制限し、テロ容疑者は本国に強制送還するべきと主張。またビデオによる監視や犯罪者に対する生体認証、DNA鑑定の強化を主張し、また治安問題に対処すべくドイツ連邦軍の出動を主張する。さらには凶悪犯のみでなく、市街地での落書きや窃盗犯に対して刑を強化すべき、暴力的なコンピューターゲームは禁止すべき、インターネット上の捜査・監視を行い、特別凶悪犯のための「教化所」を設立すべきと主張している。実際のところは、彼の主張は同時期に連邦政府内相だった SPD のオットー・シリーとの共通点もあり、CSU およびキリスト教民主同盟 (CDU) のシンボルカラーである黒になぞらえ、ベックシュタインを「シリーの黒い双子」と呼ぶ冗談もあった。

## ルター派信徒指導者
ベックシュタインは政治活動に加えて福音主義教会と福音主義青年信徒運動の活動にも関与している。1996年以来、バイエルン福音ルター派教会の総会代議員を務めている。2009年にはバイエルン福音ルター派教会が加盟しているドイツ福音主義教会 (EKD) の総会議長選挙に立候補したが、同盟90/緑の党所属の連邦議会議員カトリン・ゲーリング＝エッカルトに敗れてしまった。その後、ベックシュタインは圧倒的な支持票を得てドイツ福音主義教会総会副議長に選出されている。彼は州、および全国レベルにおいても福音主義教会の有力信徒として活動を続けている。